# Aachener Ingenieurpreis
Der Aachener Ingenieurpreis wird seit 2014 jährlich von der RWTH Aachen und der Stadt Aachen vergeben. Ausgezeichnet werden Persönlichkeiten, die mit ihrem Lebenswerk einen maßgeblichen Beitrag zur positiven Wahrnehmung oder Weiterentwicklung der Ingenieurwissenschaften geleistet haben.

## Ziel
Mit dem Aachener Ingenieurpreis wollen RWTH und Stadt Aachen ein Signal vor allem an junge Menschen aussenden. Die Lebensleistung und Vorbildfunktion des ersten Preisträgers soll gerade den Absolventen der Ingenieurwissenschaften beispielhaft vorführen, dass man für Erfolg Ehrgeiz und Esprit brauche. Vor diesem Hintergrund hält der Preisträger auf dem Graduiertenfest der RWTH vor den Absolventen eine Rede. 

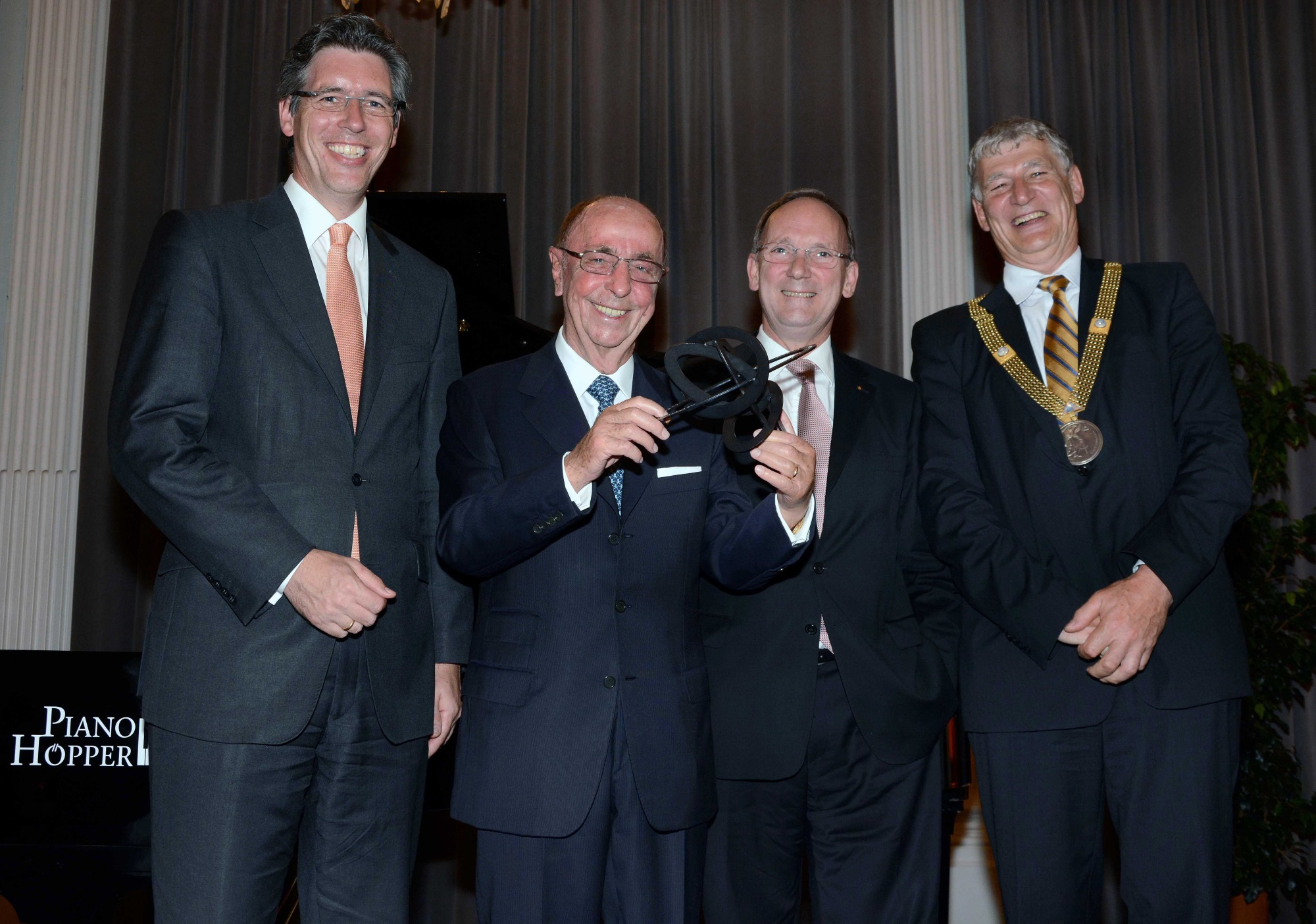
RWTH und Stadt Aachen zeichneten Professor Berthold Leibinger (zweiter von links) mit dem Aachener Ingenieurpreis aus. Oberbürgermeister Marcel Philipp, Hubert Herpers, Vorsitzender der Sparkasse Aachen, und RWTH-Rektor Ernst Schmachtenberg (von links) gratulierten dem Preisträger.

## Preisträger
- 2014: Berthold Leibinger – Der Ingenieur aus dem schwäbischen Ditzingen hat maßgeblich dazu beigetragen, die Lasertechnik in Deutschland zu etablieren und weiterzuentwickeln.
- 2015: Franz Pischinger – renommierter Motorenforscher und -entwickler
- 2016: Thomas Reiter – Astronaut
- 2017: Manfred Weck
- 2018: Emmanuelle Charpentier
- 2019: Hans Peter Stihl
- 2020: Sebastian Thrun
- 2022: Mai Thi Nguyen-Kim – Chemikerin und Wissenschaftsjournalistin[2]
- 2023: Melanie Maas-Brunner – Chemikerin[3]
- 2024: Sabine Klauke – Maschinenbauingenieurin und Airbus-Managerin

## Beirat
Die Auswahl der Preisträger erfolgt durch einen Beirat, der sich aus Persönlichkeiten aus Wissenschaft, Wirtschaft, Politik und Presse zusammensetzt.
Aktuelle Mitglieder (2023):
- Stefan Fritz, Impact Investor, Partner bei Primepulse
- Sibylle Keupen, Oberbürgermeisterin der Stadt Aachen
- Wolfgang Marquardt, Vorstandsvorsitzender des Forschungszentrums Jülich
- Stefanie Peters, Geschäftsführende Gesellschafterin, Neuman & Esser
- Reiner Priggen, ehem. Fraktionsvorsitzender der Grünen Landtagsfraktion NRW
- Ulrich Rüdiger, Rektor der RWTH Aachen
- Markus Steilemann, Vorstandsvorsitzender von Covestro
- Michael ten Hompel, Geschäftsführender Institutsleiter am Fraunhofer-Institut für Materialfluss und Logistik, Dortmund
- Karsten Wildberger, Vorsitzender des Vorstands der Ceconomy AG

## Skulptur
Als symbolischer Preis dient die Skulptur „Kreuzende Ellipsen“ der mexikanischen Künstlerin Mariana Castillo Deball. Für das Kunstwerk ließ sie sich von der Sammlung mathematischer Modelle und Instrumente an der Universität Göttingen inspirieren.

## Sponsoren und Unterstützer
Sponsor des Preises ist die Sparkasse Aachen. Sie will damit den Ruf der Stadt und der RWTH als Talentschmiede für künftige Fachkräfte und Unternehmensgründer fördern. Gestiftet wird die Skulptur vom Verein Deutscher Ingenieure e.V. Dessen damaliger Präsident Udo Ungeheuer bezeichnete die RWTH „als eines der weltweit renommiertesten Aushängeschilder der deutschen Ingenieurausbildung“. Für angehende Ingenieure sei es „wichtig und richtig, sich der eigenen bedeutenden Rolle in der Gesellschaft und dem steigenden Image dieses Berufszweiges bewusst zu sein. Auch hierzu soll und wird der Aachener Ingenieurpreis beitragen.“